# Europese weg 015
De Europese Weg 015 of E015 is een Europese weg die in Kazachstan loopt van Taskesken (Таскескен) aan de E 40, naar Baqty (Бақты) aan de Chinese grens.

## Algemeen
De Europese weg 015 is een Klasse B-verbindingsweg en verbindt het Kazachse Taskesken met het Kazachse Baqty en komt hiermee op een afstand van ongeveer 280 kilometer. De route is door de UNECE als volgt vastgelegd: Taskesken (Таскескен) - Baqty (Бақты).